# Tetz
Tetz is een plaats in de Duitse gemeente Linnich, deelstaat Noordrijn-Westfalen, en telt 1507 inwoners (2005).